# Olinto Silva
Olinto Rafael Silva Freitez (Quíbor, 3 de agosto de 1960) es un ex-ciclista profesional venezolano.
Ganó la Vuelta a Venezuela y participó en la Vuelta al Táchira y otras competencias nacionales.

## Palmarés
1978
- 1º en 8ª etapa Vuelta al Táchira, Barinas  Venezuela

1980
- 2º en 2ª etapa Vuelta al Táchira, Barinas   Venezuela
- 5º en 9ª etapa Vuelta al Táchira, La Grita (Táchira)  Venezuela
- 3º en 10.ª etapa Vuelta al Táchira, San Cristóbal   Venezuela
- 5º en Clasificación General Final Vuelta al Táchira  Venezuela
- 1º en Clasificación General Final Vuelta a Venezuela  Venezuela
- 30.º en Juegos Olímpicos de Moscú 1980, Ruta, Diletantes, Moscú  Unión Soviética

1981
- 1º en Clasificación General Final Vuelta a Venezuela  Venezuela
- 2º en Campeonato Panamericano de Ciclismo en Ruta, Elite, Medellín  Colombia

1982
- 5º en 5ª etapa Vuelta Ciclista de Chile, Chillán  Chile

1983
- 1º en Clasificación General Final Vuelta a Venezuela  Venezuela
- 1º en Clasificación General Final Vuelta Internacional al Estado Trujillo  Venezuela

## Equipos
- 1978  Selección de Lara